# يوكو هونا
يوكو هونّا (本名陽子 هونّا يوكو) هي مطربة وممثلة يابانية ولدت في 7 يناير 1979 في سوكا، سايتاما.

## أدوارها في الأنمي

### مسلسلات أنمي تلفزيونية
- البدلة المتنقلة جاندام 00 - سوميراجي لي نورييجا
- كارنفال - إيفا
- .hack//Roots - أستا
- حضانة هانامارو - ساكورا
- هايسكول اوف ذا ديد - كيوكو هاياشي
- إكس إكس إكس هوليك - رين

### أوفا أنمي
- .hack//Quantum - أستا

### أفلام أنمي
- فيلم البدلة المتنقلة جاندام 00: أ ويكينينج أوف ذا تريلبليزر - سوميراجي لي نورييجا
- همس القلب - شيزوكو تسوكيشيما
- عودة القط - تشيكا

## أدوارها في ألعاب الفيديو
- بانزر دراغون أورتا - أورتا

## أدوارها في الدبلجة اليابانية
- أتوميك بيتي - بيتي
- سبايدرمان المذهل - غوين ستيسي
- سبايدرمان المذهل 2 - غوين ستيسي
- مغامرات جاكي شان - جيد شان
- فريق القرود - نوفا
- الكاذبات الصغيرات الجميلات - أليسون دي لانتيس

## وصلات خارجية
- يوكو هونا على موقع IMDb (الإنجليزية)
- يوكو هونا على موقع ميوزك برينز (الإنجليزية)
- يوكو هونا على موقع قاعدة بيانات الفيلم (الإنجليزية)
- يوكو هونا على موقع كينوبويسك (الروسية)
- يوكو هونا على موقع ANN person (الإنجليزية)